# Sematophyllum temperatum
Sematophyllum temperatum är en bladmossart som beskrevs av Brotherus 1925. Sematophyllum temperatum ingår i släktet Sematophyllum och familjen Sematophyllaceae. Inga underarter finns listade i Catalogue of Life.